# Acolasis musa
Acolasis musa är en fjärilsart som beskrevs av William Schaus 1906. Acolasis musa ingår i släktet Acolasis och familjen nattflyn. Inga underarter finns listade i Catalogue of Life.